# Graziano Appiani
Graziano Appiani (Milano, 15 luglio 1850 – Treviso, 13 ottobre 1920) è stato un imprenditore e politico italiano.

## Biografia
Graziano Appiani giunge a Treviso, poco più che ventenne, nel 1873, in possesso di un brevetto industriale per una sua innovazione al sistema Hoffmann di cottura dei laterizi (un sistema di forno economico a fuoco continuo). 
Rilevata la vecchia azienda di mattonelle "Battistella", nelle vicinanze di Porta Santi Quaranta, diede avvio ad una fortunata industria di terrecotte, ceramiche e laterizi applicando la propria invenzione.
A partire soprattutto dagli anni novanta, ottenuti importanti successi e riconoscimenti come imprenditore (nella sua fabbrica vennero impiegati centinaia di operai provenienti in gran parte dalle campagne circostanti), Appiani, si impegna anche nella vita pubblica: fu infatti presidente, per quattordici anni, della Camera di Commercio, quindi consigliere e assessore comunale per oltre trent'anni, fino al 1910.
Di fronte ad un'amministrazione locale immobile e restia a qualsiasi innovazione, si batte per la modernizzazione della città: si devono a lui la fondazione della prima società telefonica cittadina, la modernizzazione dell'illuminazione pubblica, i primi progetti della rete tranviaria urbana, gli studi preliminari per varie ferrovie di raccordo, l'idea della Ferrovia Treviso-Ostiglia e della Vittorio-Ponte nelle Alpi.
Nel 1909-1910 appoggia l'alleanza di sinistra tra borghesia laica e socialisti, contribuendo all'elezione in Parlamento, nel 1909, del radicale anticlericale Lorenzo Ellero e al successo del Blocco popolare alle elezioni comunali dell'anno successivo.
A stretto contatto con i suoi operai-contadini, Appiani si accorge che le masse rurali cattoliche hanno ormai assunto un atteggiamento fortemente ostile nei confronti del ceto dirigente laico-borghese; decide quindi, sorprendendo tutti, di presentarsi alle elezioni politiche del 1913, le prime in seguito all'introduzione del suffragio universale maschile, abbandonando le posizioni della democrazia liberale e facendosi eleggere in Parlamento, grazie al sostegno dei clericali, nella file del Partito Popolare, battendo clamorosamente il radicale Ellero e il socialista Vittorio Gottardi.
Coprì la carica di Membro del Consiglio Superiore della Industria e del Commercio. 
Fu inoltre presidente onorario delle società cooperative e delle società di mutuo soccorso cittadino.
Gli fu conferita l'onorificenza di Cavaliere Ufficiale e di Commendatore dell'Ordine della Corona d'Italia.

## Villaggio Eden
Imprenditore paternalista, ha un rapporto diretto con i propri dipendenti, dai quali esige fedeltà assoluta (si oppone infatti con successo alla loro sindacalizzazione).
Aderendo alle idee di Giuseppe Toniolo, teorico sociale che promosse azioni a favore del miglioramento delle condizioni di vita dei lavoratori all'interno ed all'esterno della fabbrica, Appiani introduce nel suo stabilimento il riposo festivo, il salario minimo ed escluse dal lavoro gli adolescenti. Realizza inoltre sistemi per l'eliminazione delle polveri prodotte dalla lavorazione e cottura dei laterizi.
Il progetto più ambizioso fu però quello del villaggio Eden, poco distante dalla sua villa: decine di case per i propri dipendenti, l'Eden teatro, un caffè ristorante, una stand per il tiro al piccione, uno spaccio-distilleria.